# Відволікаючий подразник (Доктор Хаус)
«Відволікаючий подразник» (англ. Distractions)  — дванадцята серія другого сезону американського телесеріалу «Доктор Хаус». Прем'єра епізоду проходила на каналі FOX 14 лютого 2006. Доктор Хаус і його команда мають врятувати хлопця, чия шкіра зазнала страшних опіків.

## Сюжет
Батько з сином Адамом веселяться на своєму квадроциклі у лісі. Після маленької зупинки Адам просить сісти за кермо. Батько дозволяє, але при умові якщо хлопець не перевищить швидкість за 25 км/год. Раптом у Адама трапляється напад, але він підбавляє швидкості. Батько падає з квадроциклу, а хлопець врізається в труби. Миттєво спалахує вогонь. До лікарні пацієнт потрапляє з 40 % опіків тіла. Через пониження калію і тахікардію справу передають Хаусу і його команді. Так як у пацієнта дуже мало шкіри ЕКГ не можливе. Тим часом медсестра повідомляє Кадді, що потрібно підготувати конференц-зал для лекції доктора Вебера. Кадді не чула ні про яку лекцію, тому швидко здогадується, що до цього причетний Хаус. Вона знаходить його у палаті коматозника і помічає, що Хаус тестує на ньому якісь ліки. Хаус пояснює їй: доктор Вебер, якого він "запросив" на лекцію, винайшов ліки від мігрені, які поки що не перевірені. Хаус викликав у коматозника мігрень щоб перевірити ліки.
Через не можливість зробити ЕКГ Адаму перевіряють серце за допомогою гальвенометра. Негараздів не знаходять, але у нього починаються судоми. Батьки повідомляють, що їх син не вживає наркотиків. По-перше, він розповідає їм про все, а по-друге, рік тому вони вже давали йому травичку, щоб той не став експериментувати. Через опіки лікарі також не можуть перевірити мозок пацієнта. Хаус пропонує використати Доплерівську сонографію черепно мозкової зони. 
У конференц-залі Кадді представляє доктора Вебера, який буде розповідати про свій новий засіб боротьби з головним болем. На лекцію також приходять Хаус і Вілсон. Незабаром Вілсон дізнається, що Вебер і Хаус вчились в одному університеті і навіть в одному класі. Хаус пройшов інтернатуру Дойля, але Вебер звинуватив його у махлюванні і йому відмовили. Тепер Хаус хоче довести, що Вебер — поганий вчений. Форман і Чейз знаходять тромб у мозку і видаляють його. Після лекції Хаус хоче довести свою помсту до кінця. Він вводить собі препарат, який спричинює мігрень, і ліки Вебера. Якщо вони не допоможуть Хаус звернеться до фармацевтичної компанії і Вебер не випустить препарат. Тим часом у Адама трапляється оргазм. Чейз припускає, що оргазм викликав біль. Кемерон думає, що інфекція викликала загальне погіршення стану. Адама потрібно перевірити, але опіки заважають цьому. Хаус пропонує покласти на хлопця жуків, які з'їдять мертву шкіру. Личинки допомогли, але мозкові хвилі все ще поза нормою. Це доводить, що Кемерон була не права. Залишається останній найнебезпечніший тест — люмбарна пункція 3 і 4 хребців. Форман проти цього, але радить батькам погодитись. Аналіз показує, що у мозку немає інфекції і склерозу. Хаус все ж впевнений, що у хлопця склероз. Він прямує до його палати і будить його. Через сильний біль Адам не зміг чітко описати симптоми, але сказав, що обпісявся. Після прийняття душу і наркотиків Хаус відчуває послаблення мігрені і йде до кабінету, щоб розповісти команді про свою версію. Він вважає, що у хлопця була депресія і він вживав антидепресанти. Батьки заперечують депресію і не дозволяють Хаусу знову розбудити Адама для питання. Проте він не слухає їх і заходить в палату. Форман зупиняє його, а той помічає опік від цигарки на зап'ястку. Хаус розуміє, що хлопець палив, а спроба покинути (вживання різних неякісних препаратів) вбиває його. Адама починають лікувати.
Наступного дня у кабінет Хауса вривається Вебер і кричить на нього за те, що він написав скаргу на його математичні підрахунки. В кінці серії до квартири Хауса стукають. Він відчиняє і бачить симпатичну молоду жінку на ім'я Пола. Він сказав їй, що "хоче відволіктись".